# Tournoi de tennis Tokyo Indoors
Ne pas confondre avec : le tournoi de tennis Tokyo Cup ou le tournoi de tennis de Tokyo
Le tournoi de Tokyo Indoors est un tournoi de tennis professionnel féminin et masculin qui se disputait en salle, sur surface synthétique, à Tokyo (Japon).
Le tournoi féminin, sponsorisé par la firme japonaise Gunze Limited a été organisé de 1973 à 1981. Le plus souvent, les premiers tours se déroulait à Kobe et à Tokyo à partir de demi-finales. Le tournoi a été organisé à Hirakata en 1974 et à Osaka en 1975.
Le tournoi masculin s'est déroulé au mois d'avril en 1974 et 1975 puis au mois d'octobre de 1978 à 1995. Les plus grands joueurs de l'époque le disputaient régulièrement avant le Masters. Ce tournoi était sponsorisé par la marque Seiko.

## Palmarès dames

### Simple
| No | Date       | Nom et lieu du tournoi                   | Catégorie | Dotation  | Surface         | Vainqueure          | Finaliste           | Score          |         |
| -- | ---------- | ---------------------------------------- | --------- | --------- | --------------- | ------------------- | ------------------- | -------------- | ------- |
| 1  | 19-11-1973 | Gunze Classic, Tokyo                     |           | NC        | NC              | Billie Jean King    | Nancy Richey-Gunter | 6-4, 6-4       |         |
| 2  | 18-11-1974 | Gunze Tournament, Hirakata               |           | NC        | Moquette (int.) | Chris Evert         | Rosie Casals        | 6-0, 6-2       | Tableau |
| 3  | 24-11-1975 | Gunze Open, Osaka                        |           | NC        | Moquette (int.) | Chris Evert         | Françoise Dürr      | 6-2, 6-4       | Tableau |
| 4  | 25-11-1976 | Gunze Classic, Tokyo & Kobe              |           | 100 000 $ | Moquette (int.) | Chris Evert         | Sue Barker          | 6-2, 7-6       | Tableau |
| 5  | 22-11-1977 | Gunze Classic Invitational, Tokyo & Kobe |           | 125 000 $ | Moquette (int.) | Billie Jean King    | Martina Navrátilová | 7-5, 5-7, 6-1  | Tableau |
| 6  | 21-11-1978 | Gunze Classic, Tokyo & Kobe              |           | 150 000 $ | Moquette (int.) | Tracy Austin        | Martina Navrátilová | 6-1, 6-1       | Tableau |
| 7  | 15-05-1979 | Gunze World Classic, Tokyo & Kobe        | [ 1 ]     | 175000 $  | Moquette (int.) | Martina Navrátilová | Tracy Austin        | 6-1, 6-1       | Tableau |
| 8  | 12-05-1980 | Gunze Classic, Tokyo & Kobe              | [ 1 ]     | 88 000 $  | Moquette (int.) | Martina Navrátilová | Pam Shriver         | 7-5, 6-3       | Tableau |
| 9  | 12-05-1981 | Gunze Classic, Tokyo                     | [ 1 ]     | 100 000 $ | Moquette (int.) | Andrea Jaeger       | Tracy Austin        | 3-6, 6-3, 7-67 | Tableau |

### Double
| No | Date       | Nom et lieu du tournoi           | Catégorie | Dotation  | Surface         | Vainqueures                          | Finalistes                     | Score         |         |
| -- | ---------- | -------------------------------- | --------- | --------- | --------------- | ------------------------------------ | ------------------------------ | ------------- | ------- |
| 1  | 18-11-1974 | Gunze Tournament Hirakata        |           | NC        | Moquette (int.) | Rosie Casals Lesley Hunt             | Julie Heldman Kazuko Sawamatsu | 6-3, 6-4      | Tableau |
| 2  | 24-11-1975 | Gunze Open Osaka                 |           | NC        | Moquette (int.) | Rosie Casals Françoise Dürr          | Jeanne Evert Olga Morozova     | 6-3, 6-3      | Tableau |
| 3  | 25-11-1976 | Gunze Classic Tokyo & Kobe       |           | 100 000 $ | Moquette (int.) | Sue Barker Ann Kiyomura              | Rosie Casals Françoise Dürr    | 4-6, 6-3, 6-1 | Tableau |
| 4  | 21-11-1978 | Gunze Classic Tokyo & Kobe       |           | 150 000 $ | Moquette (int.) | Martina Navrátilová Betty Stöve      | Tracy Austin Kathy May         | 4-6, 7-6, 6-3 | Tableau |
| 5  | 15-05-1979 | Gunze World Classic Tokyo & Kobe | [ 1 ]     | 175000 $  | Moquette (int.) | Rosie Casals Martina Navrátilová     | Tracy Austin Laura duPont      | 6-4, 3-6, 6-3 | Tableau |
| 6  | 12-05-1980 | Gunze Classic Tokyo & Kobe       | [ 1 ]     | 88 000 $  | Moquette (int.) | Billie Jean King Martina Navrátilová | Rosie Casals Wendy Turnbull    | 6-3, 6-1      | Tableau |
| 7  | 12-05-1981 | Gunze Classic Tokyo              | [ 1 ]     | 100 000 $ | Moquette (int.) | Pam Shriver Wendy Turnbull           | Andrea Jaeger Billie Jean King | 6-7, 6-1, 6-4 | Tableau |

## Palmarès messieurs

### Simple
| No | Date       | Nom et lieu du tournoi          | Catégorie           | Dotation       | Surface         | Vainqueur          | Finaliste          | Score          |                |
| -- | ---------- | ------------------------------- | ------------------- | -------------- | --------------- | ------------------ | ------------------ | -------------- | -------------- |
| 1  | 08-04-1974 | Seiko World Super Tennis, Tokyo |                     | NC $           | NC              | Rod Laver          | Juan Gisbert       | 5-7, 6-2, 6-0  |                |
| 2  | 14-04-1975 | , Tokyo                         |                     | NC $           | NC              | Robert Lutz        | Stan Smith         | 6-4, 6-4       |                |
|    | 1976-1977  | Pas de tournoi                  | Pas de tournoi      | Pas de tournoi | Pas de tournoi  | Pas de tournoi     | Pas de tournoi     | Pas de tournoi | Pas de tournoi |
| 3  | 30-10-1978 | , Tokyo                         | Championship Series | 200 000 $      | Moquette (int.) | Björn Borg         | Brian Teacher      | 6-3, 6-4       |                |
| 4  | 29-10-1979 | , Tokyo                         | Championship Series | 300 000 $      | Moquette (int.) | Björn Borg         | Jimmy Connors      | 6-2, 6-2       |                |
| 5  | 27-10-1980 | , Tokyo                         | Championship Series | 300 000 $      | Moquette (int.) | Jimmy Connors      | Tom Gullikson      | 6-1, 6-2       |                |
| 6  | 26-10-1981 | , Tokyo                         | Championship Series | 300 000 $      | Moquette (int.) | Vincent Van Patten | Mark Edmondson     | 6-2, 3-6, 6-3  |                |
| 7  | 25-10-1982 | Seiko World Super Tennis, Tokyo | Championship Series | 300 000 $      | Moquette (int.) | John McEnroe       | Peter McNamara     | 7-6, 7-5       |                |
| 8  | 24-10-1983 | Seiko World Super Tennis, Tokyo | Championship Series | 300 000 $      | Moquette (int.) | Ivan Lendl         | Scott Davis        | 3-6, 6-3, 6-4  |                |
| 9  | 15-10-1984 | Seiko Super Tennis, Tokyo       | Championship Series | 300 000 $      | Moquette (int.) | Jimmy Connors      | Ivan Lendl         | 6-4, 3-6, 6-0  |                |
| 10 | 21-10-1985 | Seiko Super Tennis, Tokyo       | Championship Series | 300 000 $      | Moquette (int.) | Ivan Lendl         | Mats Wilander      | 6-0, 6-4       |                |
| 11 | 20-10-1986 | Seiko Super Tennis, Tokyo       | Championship Series | 300 000 $      | Moquette (int.) | Boris Becker       | Stefan Edberg      | 7-6, 6-1       |                |
| 12 | 19-10-1987 | Seiko Super Tennis, Tokyo       | Championship Series | 300 000 $      | Moquette (int.) | Stefan Edberg      | Ivan Lendl         | 6-7, 6-4, 6-4  |                |
| 13 | 17-10-1988 | Seiko Super Tennis, Tokyo       | Championship Series | 500 000 $      | Moquette (int.) | Boris Becker       | John Fitzgerald    | 7-6, 6-4       |                |
| 14 | 16-10-1989 | Seiko Super Tennis, Tokyo       |                     | 500 000 $      | Moquette (int.) | Aaron Krickstein   | Carl-Uwe Steeb     | 6-2, 6-2       |                |
| 15 | 08-10-1990 | Seiko Super Tennis, Tokyo       |                     | 750 000 $      | Moquette (int.) | Ivan Lendl         | Boris Becker       | 4-6, 6-3, 7-6  |                |
| 16 | 07-10-1991 | Seiko Super Tennis, Tokyo       |                     | 750 000 $      | Moquette (int.) | Stefan Edberg      | Derrick Rostagno   | 6-3, 1-6, 6-2  |                |
| 17 | 12-10-1992 | Seiko Super Tennis, Tokyo       |                     | 825 000 $      | Moquette (int.) | Ivan Lendl         | Henrik Holm        | 7-6, 6-4       |                |
| 18 | 11-10-1993 | Seiko Super Tennis, Tokyo       |                     | 875 000 $      | Moquette (int.) | Ivan Lendl         | Todd Martin        | 6-4, 6-4       |                |
| 19 | 10-10-1994 | Seiko Super Tennis, Tokyo       |                     | 895 000 $      | Moquette (int.) | Goran Ivanišević   | Michael Chang      | 6-4, 6-4       |                |
| 20 | 09-10-1995 | Seiko Super Tennis, Tokyo       |                     | 881 580 $      | Moquette (int.) | Michael Chang      | Mark Philippoussis | 6-3, 6-4       |                |

### Double
| No | Date       | Nom et lieu du tournoi          | Catégorie           | Dotation       | Surface         | Vainqueurs                        | Finalistes                        | Score          |                |
| -- | ---------- | ------------------------------- | ------------------- | -------------- | --------------- | --------------------------------- | --------------------------------- | -------------- | -------------- |
| 1  | 08-04-1974 | Seiko World Super Tennis, Tokyo |                     | NC $           | NC              | Raymond Moore Onny Parun          | Juan Gisbert Roger Taylor         | 4-6, 6-2, 6-4  |                |
| 2  | 14-04-1975 | , Tokyo                         |                     | NC $           | NC              | Robert Lutz Stan Smith            | John Alexander Phil Dent          | 6-4, 66-7, 6-2 |                |
|    | 1976-1977  | Pas de tournoi                  | Pas de tournoi      | Pas de tournoi | Pas de tournoi  | Pas de tournoi                    | Pas de tournoi                    | Pas de tournoi | Pas de tournoi |
| 3  | 30-10-1978 | , Tokyo                         |                     | 200 000 $      | Moquette (int.) | Ross Case Geoff Masters           | Pat Dupré Tom Gorman              | 6-3, 6-4       |                |
| 4  | 29-10-1979 | , Tokyo                         |                     | 300 000 $      | Moquette (int.) | Marty Riessen Sherwood Stewart    | Mike Cahill Terry Moor            | 6-4, 7-6       |                |
| 5  | 27-10-1980 | , Tokyo                         |                     | 300 000 $      | Moquette (int.) | Victor Amaya Hank Pfister         | Marty Riessen Sherwood Stewart    | 6-3, 3-6, 7-6  |                |
| 6  | 26-10-1981 | , Tokyo                         |                     | 300 000 $      | Moquette (int.) | Victor Amaya Hank Pfister         | Heinz Günthardt Balázs Taróczy    | 6-4, 6-2       |                |
| 7  | 25-10-1982 | Seiko World Super Tennis, Tokyo |                     | 300 000 $      | Moquette (int.) | Tim Gullikson Tom Gullikson       | John McEnroe Peter Rennert        | 6-4, 3-6, 7-6  |                |
| 8  | 24-10-1983 | Seiko World Super Tennis, Tokyo |                     | 300 000 $      | Moquette (int.) | Mark Edmondson Sherwood Stewart   | Steve Denton John Fitzgerald      | 6-1, 6-4       |                |
| 9  | 15-10-1984 | Seiko Super Tennis, Tokyo       |                     | 300 000 $      | Moquette (int.) | Sammy Giammalva Jr Tony Giammalva | Mark Edmondson Sherwood Stewart   | 7-6, 6-4       |                |
| 10 | 21-10-1985 | Seiko Super Tennis, Tokyo       |                     | 300 000 $      | Moquette (int.) | Ken Flach Robert Seguso           | Scott Davis David Pate            | 4-6, 6-3, 7-6  |                |
| 11 | 20-10-1986 | Seiko Super Tennis, Tokyo       |                     | 300 000 $      | Moquette (int.) | Mike De Palmer Gary Donnelly      | Andrés Gómez Ivan Lendl           | 6-3, 7-5       |                |
| 12 | 19-10-1987 | Seiko Super Tennis, Tokyo       |                     | 300 000 $      | Moquette (int.) | Broderick Dyke Tom Nijssen        | Sammy Giammalva Jr Jim Grabb      | 6-3, 6-2       |                |
| 13 | 17-10-1988 | Seiko Super Tennis, Tokyo       |                     | 500 000 $      | Moquette (int.) | Andrés Gómez Slobodan Živojinović | Boris Becker Eric Jelen           | 7-5, 5-7, 6-3  |                |
| 14 | 16-10-1989 | Seiko Super Tennis, Tokyo       |                     | 500 000 $      | Moquette (int.) | Kevin Curren David Pate           | Andrés Gómez Slobodan Živojinović | 4-6, 6-3, 7-6  |                |
| 15 | 08-10-1990 | Seiko Super Tennis, Tokyo       | Championship Series | 750 000 $      | Moquette (int.) | Guy Forget Jakob Hlasek           | Scott Davis David Pate            | 7-6, 7-5       |                |
| 16 | 07-10-1991 | Seiko Super Tennis, Tokyo       | Championship Series | 750 000 $      | Moquette (int.) | Jim Grabb Richey Reneberg         | Scott Davis David Pate            | 7-5, 2-6, 7-6  |                |
| 17 | 12-10-1992 | Seiko Super Tennis, Tokyo       | Championship Series | 825 000 $      | Moquette (int.) | Todd Woodbridge Mark Woodforde    | Jim Grabb Richey Reneberg         | 7-6, 6-4       |                |
| 18 | 11-10-1993 | Seiko Super Tennis, Tokyo       | Championship Series | 875 000 $      | Moquette (int.) | Grant Connell Patrick Galbraith   | Luke Jensen Murphy Jensen         | 6-3, 6-4       |                |
| 19 | 10-10-1994 | Seiko Super Tennis, Tokyo       | Championship Series | 895 000 $      | Moquette (int.) | Grant Connell Patrick Galbraith   | Byron Black Jonathan Stark        | 6-3, 3-6, 6-4  |                |
| 20 | 09-10-1995 | Seiko Super Tennis, Tokyo       | Championship Series | 881 580 $      | Moquette (int.) | Jacco Eltingh Paul Haarhuis       | Jakob Hlasek Patrick McEnroe      | 7-6, 6-4       |                |

## Palmarès mixte
| No | Date       | Nom et lieu du tournoi                  | Catégorie | Dotation  | Surface         | Vainqueures                     | Finalistes                   | Score    |         |
| -- | ---------- | --------------------------------------- | --------- | --------- | --------------- | ------------------------------- | ---------------------------- | -------- | ------- |
| 1  | 22-11-1977 | Gunze Classic Invitational Tokyo & Kobe |           | 125 000 $ | Moquette (int.) | Billie Jean King Manuel Orantes | Kristien Shaw Cliff Drysdale | 6-4, 6-4 | Tableau |